# Les non-vaccinés, j'ai très envie de les emmerder

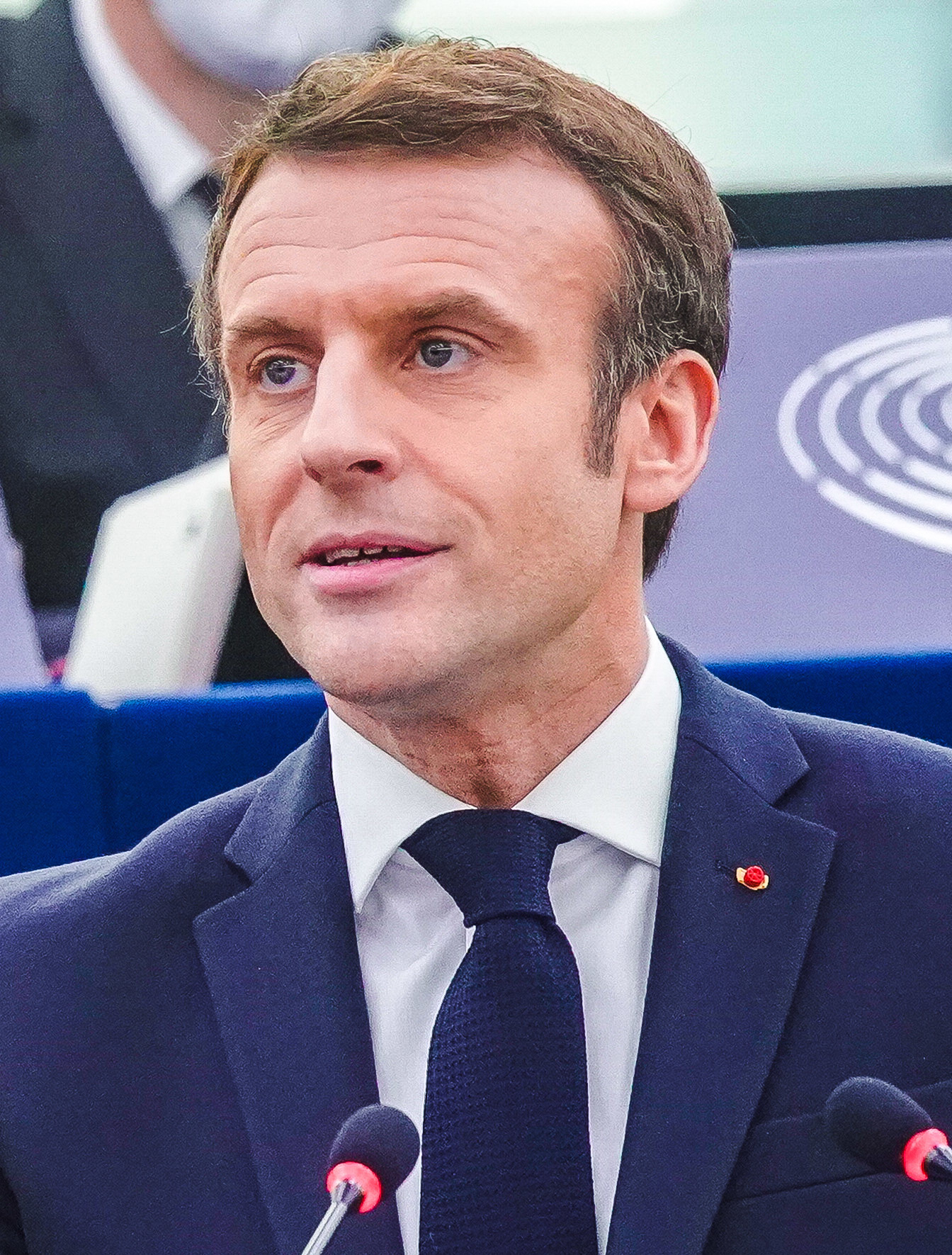
Emmanuel Macron en 2022.

Pour un article plus général, voir Macronade.
« Les non-vaccinés, j’ai très envie de les emmerder » est une petite phrase prononcée par le président de la République française Emmanuel Macron le 4 janvier 2022.

## Contexte
Emmanuel Macron, président de la République et futur candidat à sa réélection, répond pendant un peu plus de deux heures aux questions de sept lecteurs du Parisien-Aujourd'hui en France le 4 janvier 2022 dans la matinée depuis le jardin d'hiver de l'Élysée, en plein débat sur le passe vaccinal à l'Assemblée nationale,.
Une des lectrices, Isabelle Berrier, employée de 54 ans d'une maison d'accueil pour personnes âgées dans le Vaucluse, fait cette remarque : 
« 
Ces gens-là qui ne sont pas vaccinés sont ceux qui occupent à 85 % les réanimations… Et, par contre, il y a des gens qui sont atteints de cancers dont on reporte les opérations, à qui on ne donne pas l’accès aux soins et qui sont vaccinés !
 »
Voici la réponse intégrale du président de la République :
« 
C'est ça la stratégie. Ce que vous venez de dire, c’est le meilleur argument. En démocratie, le pire ennemi, c’est le mensonge et la bêtise. Nous mettons une pression sur les non-vaccinés en limitant pour eux, autant que possible, l’accès aux activités de la vie sociale. D’ailleurs, la quasi-totalité des gens, plus de 90 %, y ont adhéré. C’est une toute petite minorité qui est réfractaire. Celle-là, comment on la réduit ? On la réduit, pardon de le dire, comme ça, en l’emmerdant encore davantage. Moi, je ne suis pas pour emmerder les Français. Je peste toute la journée contre l’administration quand elle les bloque. Eh bien, là, les non-vaccinés, j’ai très envie de les emmerder. Et donc, on va continuer à le faire, jusqu’au bout. C’est ça, la stratégie. Je ne vais pas les mettre en prison, je ne vais pas les vacciner de force. Et donc, il faut leur dire : à partir du 15 janvier, vous ne pourrez plus aller au restau, vous ne pourrez plus prendre un canon, vous ne pourrez plus aller boire un café, vous ne pourrez plus aller au théâtre, vous ne pourrez plus aller au ciné… (…) L'immense faute morale des antivax : ils viennent saper ce qu'est la solidité d'une nation. Quand ma liberté vient menacer celle des autres, je deviens un irresponsable. Un irresponsable n'est plus un citoyen.
 »
Le 14 décembre sur TF1, Emmanuel Macron déclarait pourtant : « Dans certains de mes propos, j’ai blessé des gens. (…) On ne fait pas bouger les choses si on n’est pas pétri de respect pour les gens. »

## Conséquences

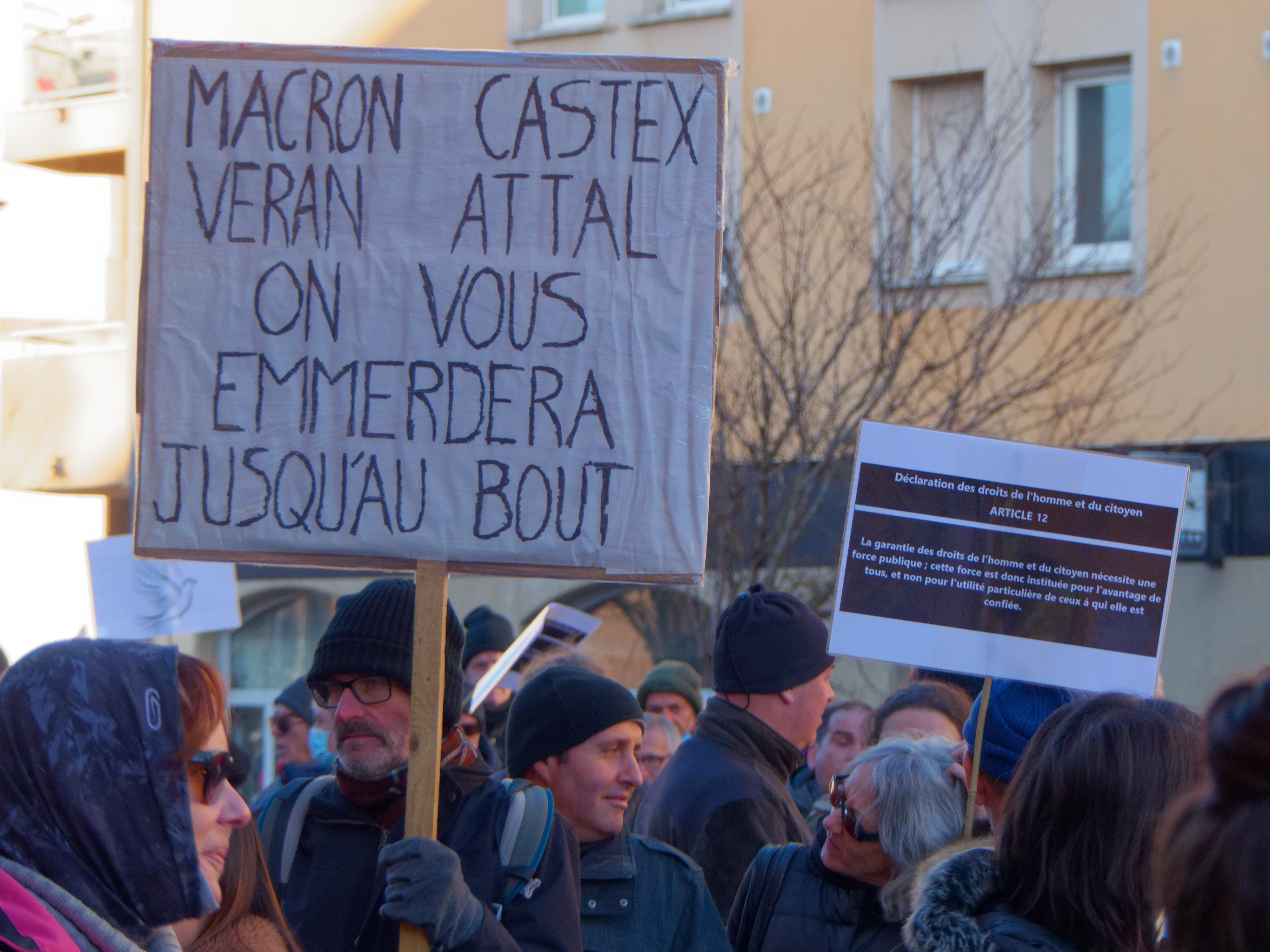
Slogan lors d'une manifestation anti passe vaccinal à Belfort, le 22 janvier 2022.

Ces propos provoquent un chaos dans l'hémicycle de l'Assemblée nationale et contraignent le président de séance à suspendre les travaux mercredi à minuit. Après une heure d’attente, on annonce la venue du Premier ministre Jean Castex à l’Assemblée. Mais, à 2 heures, la séance reprend sans le Premier ministre.
Le lendemain de ces propos, mercredi 5 janvier, invité des 4 Vérités de France 2, l'ancien Premier ministre Édouard Philippe, déclare « le président s’exprime parfois de façon soutenue et parfois c’est de façon familière. Là il s’est exprimé de façon familière et je pense que tout le monde a compris ce qu’il voulait entendre ».
Jeudi 6 janvier, le Premier ministre Jean Castex, invité sur le plateau de RMC/BFM TV, revient sur les propos tenus par Emmanuel Macron dans Le Parisien, et déclare : « Nous devons faire peser la contrainte sur les non vaccinés, (…) on va continuer à faire peser (…) la pression » sur eux. « Le mot (emmerder) est dans la vie courante, c’est une formule qu’avait employée le président Pompidou (…) Le président de la République peut parfois dire tout haut ce que chacun pense tout bas ».
Lors d’une conférence de presse à l’Elysée le vendredi 7 janvier, Emmanuel Macron a déclaré assumer « totalement » ses propos.
Samedi 8 janvier, plus de 100 000 manifestants défilent contre le projet de passe vaccinal. Une jauge nettement en hausse après les propos du chef de l’État assumant d’« emmerder » les non-vaccinés.
Mi-janvier 2022, plus de 600 acteurs de la culture dont Dominique A, Anny Duperey, Alain Damasio et Alexandre Jardin dénoncent la politique sanitaire, « outil puissant de division » dans la tribune « Nous ne sommes toujours pas dupes » sélectionnée par la rédaction de Mediapart, relayée par ActuaLitté, par Mr Mondialisation, L'Insatiable, etc. On peut y lire entre autres : « Ces stigmatisations atteignent un point culminant lorsque le président de la République déclare : « Les non-vaccinés, j’ai très envie de les emmerder. Et donc on va continuer de le faire jusqu’au bout, c’est ça la stratégie ! » Il va même jusqu'à ajouter qu'un « irresponsable n’est plus un citoyen ». Il dresse ici un mur entre les Français, désigne des coupables, et appelle ni plus ni moins à la déchéance de citoyenneté pour ceux qu'il accuse de « saper la solidité d'une nation» et d'incarner « le mensonge et la bêtise, qui sont les pires ennemis en démocratie. »
Vendredi 11 février Les Jeunes avec Macron (JAM) lancent une campagne d'affichage osée, avec un slogan volontairement frappant : « On a très envie de… vous ! », en référence à la formule du chef de l'État lors du débat sur le pass vaccinal, « très envie d'emmerder les non-vaccinés ». Elle a été placardée en 25 000 exemplaires sur l'ensemble du territoire après avoir été validée par l'Élysée.
En avril, alors en campagne présidentielle dans le Nord, Emmanuel Macron tente de se justifier avec « ce n'était pas une insulte. C'était dans un contexte » mais persiste avec « tant qu’on est dans la phase aiguë de l’épidémie, on continuera de mettre des contraintes ». Il ajoute que cela était « affectueux ».

## Réactions
- Invitée de l'émission #VIPol sur France Info le 6 janvier, Anne Hidalgo dit : « Je suis très choquée par ce type de propos, un président de la République devrait toujours prendre un peu de hauteur. Il a beaucoup abîmé, et pas simplement sur ses propos-là, de façon régulière, la fonction présidentielle, poursuit-elle. Je crois que ce type de propos n'ajoute rien au débat. La forme me gêne beaucoup et puis le fond, parce que je pense qu'il faut réunir, rassembler les Française et les Français, continuer la pédagogie, ne pas stigmatiser telle ou telle catégorie de population ». À la question de savoir si « ce n'est pas un super emmerdement », elle répond : « Non, c'est de la clarté, il faut qu'on arrête de faire de la vie politique cet espace de buzz, de mauvais théâtre, de mauvaise comédie dont les Français se lassent. Qui paie le prix de cette lassitude ? C'est la démocratie », soulignant au passage que « ce qui emmerde véritablement tout le monde aujourd'hui, c'est que l'hôpital n'ait pas les moyens »[17].
- Jean-Luc Mélenchon, candidat de La France insoumise à l’élection présidentielle parle d’une "punition collective contre la liberté individuelle". Dans un tweet, il écrit : "Le Président maîtrise-t-il ce qu'il dit ? L'OMS dit "convaincre plutôt que contraindre". Et lui ? "Emmerder davantage". Consternant"[18].
- Fabien Roussel, candidat du Parti communiste à l’élection présidentielle pointe "des propos indignes et irresponsables du Président de la République". "Quand on doit convaincre, rassembler, on n’insulte pas ! Sept millions de français vivent dans des déserts médicaux et sont éloignés des soins, comme du vaccin. Il les "emmerde" aussi ?"[18]
- Marine Le Pen, candidate du Rassemblement national  à l’élection présidentielle déclare "un Président ne devrait pas dire ça. Le garant de l'unité de la nation s'obstine à la diviser et assume vouloir faire des non-vaccinés des citoyens de seconde zone. Emmanuel Macron est indigne de sa fonction"[18].
- Éric Zemmour évoque "la déclaration cynique d'un politicien qui veut exister dans la campagne présidentielle. C'est la cruauté avouée, assumée, qui parade devant des Français méprisés."[18]
- Éric Coquerel, député LFI de la 1re circonscription de Seine-Saint-Denis a déclaré : "On retrouve un candidat en voie de radicalisation. Le problème, c'est qu'on a encore plusieurs mois sous sa présidence et il est très inquiétant dans sa gestion de la crise épidémique"[18].
- Le sénateur Bruno Retailleau estime qu'aucune "urgence sanitaire ne justifie de tels mots. Emmanuel Macron dit avoir appris à aimer les Français, il aime surtout les mépriser. On peut encourager à la vaccination sans insulter personne ni pousser à la radicalisation."[18]
- Dans le cadre du « mot de l'actualité avec la délégation à la langue française du ministère de la Culture », Yvan Amar en fait une chronique sur Radio France internationale en avril 2023[19].
- Publié en 2024, le livre L'empathie, ça s'apprend. Demandez le programme ! de l'écrivaine danoise Malene Rydahl comprend cette citation. Elle écrit « tout le monde se souvient de cette phrase du président Macron » qui est traitée dans le chapitre La contre-productivité du « contre »[20].
- Daniel Boeri, dans son ouvrage Le grand chamboulement : 1970-2023 : de Pompidou à « Fregoli » publié en 2024, note que « […] les niveaux d'abstention les plus élevés se concentrent sous le mandat du président Emmanuel Macron » et enchaîne avec « les déclarations à l'emporte-pièce » qu'il a prononcé, dont « Les non-vaccinés, j'ai très envie de les emmerder »[21].